# Rundfunk Berlin-Brandenburg
Rundfunk Berlin-Brandenburg, més coneguda per les seves sigles RBB, és una empresa pública de ràdio i televisió alemanya que presta servei als estats federats de Berlín i Brandenburg. Va començar la seva activitat l'1 de maig de 2003 amb la fusió de les radiodifusores Sender Freies Berlin (SFB) i Ostdeutscher Rundfunk Brandenburg (ORB).
El grup forma part de l'ARD, l'organització conjunta de radiodifusores públiques d'Alemanya. A més d'aportar continguts a la xarxa nacional, RBB gestiona set emissores de ràdio i un canal de televisió regional. Compta amb dues seus centrals a Berlín i Potsdam i dos estudis regionals a Cottbus i Frankfurt der Oder.

## Història
Els orígens de Rundfunk Berlin-Brandenburg (RBB) es remunten a la reunificació alemanya. Segons la Llei Fonamental de Bonn la radiodifusió era competència dels estats federats, per la qual cosa els mitjans públics de Alemanya Oriental, Rundfunk der DDR (ràdio) i Deutscher Fernsehfunk (televisió), desapareixerien el 31 de desembre de 1991. En el seu lloc, l'ARD va optar per una reestructuració: Berlín Est va passar a estar coberta per la ja existent Sender Freies Berlin (SFB), mentre que per a Brandenburg es va crear una nova empresa, Ostdeutscher Rundfunk Brandenburg (ORB), a partir de l'1 de gener de 1992.
Encara que SFB i ORB eren empreses independents entre si, des del principi van col·laborar en produccions comunes com les emissores de ràdio Fritz (1993) i Inforadio (1995). L'opció de fusionar totes dues radiodifusores no es resoldria fins a 2002, quan l'alcalde de Berlín i el governador de Brandenburg van arribar a un acord per a crear una sola empresa amb seu conjunta a Berlín i Potsdam. La nova companyia, Rundfunk Berlin-Brandenburg, es va posar en marxa l'1 de maig de 2003.

## Organització
Rundfunk Berlin-Brandenburg és una corporació de dret públic que funciona sota una Llei de Radiodifusió de 2002 acordada entre Berlín i l'estat de Brandenburg (rbb-Staatsvertrag). Les seves funcions estan determinades per una fundació legal, que estableix l'estructura de l'organització i els principis sota els que ha de regir-se. La Llei es revisa cada cert temps per a adequar-la a les necessitats de la població.
La Llei de Radiodifusió està secundada pel Contracte Estatal de Radiodifusió (Rundfunkstaatsvertrag), un acord multilateral entre els setze estats federats que regula les relacions entre les radiodifusores públiques i privades. Pel que fa al seu paper a l'ARD, formada per nou grups regionals i la internacional Deutsche Welle, RBB coopera en la producció de continguts.
El Consell de Radiodifusió de la RBB és el principal centre de la presa de decisions, seguiment i control en l'empresa pública. La junta directiva està composta per membres representatius de la societat. Tant la presidència com les vicepresidències es reparteixen entre Berlín i Brandenburg per a evitar desequilibris.
La seu de RBB està a Berlín i anteriorment pertanyia a la Sender Freies Berlin. Disposa també d'una altra seu a Potsdam (Brandenburg) i seus regionals a Cottbus i Frankfurt der Oder. Dins de l'estructura de l'ARD, la RBB compta amb un despatx en la seu de l'organització a Berlín, col·labora en departaments com l'arxiu històric (Deutsches Rundfunkarchiv) i s'ocupa de diverses corresponsalies a l'estranger.
A Alemanya es cobra un impost directe per al manteniment de la radiodifusió pública (ARD, ZDF i Deutschlandradio), a través de l'empresa conjunta GEZ. El pagament és obligatori per a tot aquell que tingui una ràdio, televisor o qualsevol altre aparell que rebi senyal. Cada llar va pagar 17,98 euros al mes en 2013. RBB depèn dels diners que li atorgui l'ARD i destina els seus ingressos als departaments de televisió, ràdio, manteniment tècnic i despeses de gestió.

## Serveis

### Ràdio

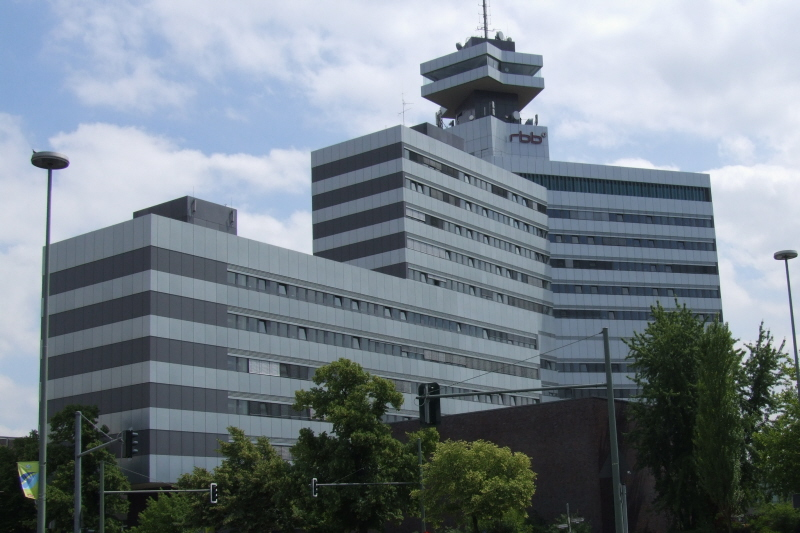
Seu de la RBB a Berlín.

Les següents emissores de ràdio són generalistes i pròpies de cada estat:
- Radio Berlin 88.8: emissora per a la ciutat de Berlín.
- Antenne Brandenburg: emissora per a l'estat de Brandenburg.

A més, RBB gestiona les següents emissores comunes a Berlín i Brandenburg.
- Radioeins: emissora generalista amb informatius i música, dirigida a un públic adult. Va començar les seves emissions el 27 d'agost de 1997.
- Fritz: radiofórmula musical per a un públic de 14 a 24 anys. Va començar l'1 de març de 1993.
- rbbKultur: cadena cultural i de música clàssica. Emet des del 1 de desembre de 2003.
- Inforadio: emissora de notícies i informació contínua. Disponible des del 28 d'agost de 1995.
- COSMO: radio dirigida a la població immigrant, en col·laboració amb WDR i Radio Bremen.

A més, RBB col·labora amb les emissions de ràdio en sòrab de la Sorbischer Rundfunk de la Mitteldeutscher Rundfunk.

### Televisió

Logo de RBB Fernsehen.

RBB produeix programes per a la ARD, tant en el canal nacional (Das Erste) com en la resta de canals on la corporació participa (3sat, KiKA, Art, Phoenix, ARD Digital). La seu central de la ARD es troba a Berlín i alguns dels seus continguts més rellevants són el debat polític Kontraste i les sèries policials Polizeiruf 110 i Tatort (totes dues heretades de la RDA). D'altra banda, RBB compta amb un canal regional:
- rbb Fernsehen: televisió creada l'1 de maig de 2003 després de la fusió de SFB i ORB. Compta amb desconnexions territorials per a informatius propis de Berlín i Brandenburg.